# Tunas do Paraná
Tunas do Paraná är en kommun i Brasilien.   Den ligger i delstaten Paraná, i den södra delen av landet, 1 000 km söder om huvudstaden Brasília. Antalet invånare är 6 258.
I omgivningarna runt Tunas do Paraná växer i huvudsak städsegrön lövskog. Runt Tunas do Paraná är det glesbefolkat, med 11 invånare per kvadratkilometer.